# Tríptico de Werl
O Tríptico de Werl (ou Tríptico de Heinrich von Werl) é um retábulo tríptico acabado de construir em Colónia, em 1438, do qual só restam as partes laterais do painel. O painel encontra-se no Museu do Prado, em Madrid. A sua autoria é atribuída ao Mestre de Flémalle, que se acredita ter sido Robert Campin, embora a sua identidade não seja universalmente aceite. Alguns historiadores de arte acreditam que possa ter sido pintada como um pastiche, pela oficina ou um seguidor de Campin, ou ainda pelo Mestre de Flémalle.
O painel do lado direito ilustra Santa Bárbara sentada, concentrada a ler um livro sagrado, de fronte para a uma fogueira que ilumina o quarto com uma luz quente e dourada. O lado esquerdo do painel mostra Heinrich von Werl, ajoelhado em oração na companhia de João Batista, de frente para o painel frontal em falta. Os dois painéis existente encontram-se em Madrid, e são famosos pelo seu complexo tratamento ao nível da luz e da forma. Estes painéis influenciaram outros artistas desde meados do século XV ao início do século XVI, moneto a partir do qual a pintura flamenga foi sendo colocada de lado até ser redescoberta no início do século XIX.
De uma inscrição no painel da esquerda, sabe-se que o tríptico foi mandado fazer por Heinrich von Werl, chefe da província de Colónia em 1438. Von Werl é ilustrado naquele painel de joelhos ao lado de São João Baptista. Este painel contém vários elementos influenciados por Jan van Eyck, em particular o espelho convexo, o qual, tal como a pintura de 1434, O Casal Arnolfini, reflecte a cena para o observador.